# Ignácio Kolman
Ignácio Kolman (ou Isaac Kolman) est un compositeur, chef d'orchestre et saxophoniste brésilien d'origine russe.
Se spécialisant dans les genres du choro et de la samba il fait partie des immigrants européens qui ont eu un impact important dans l'établissement de la samba urbaine en y apportant des éléments d'Europe.

## Biographie
Immigrant de Russie, Ignácio Kolma est actif comme compositeur, chef d'orchestre et instrumentiste dans les années 1930 et 1940.
Il réalise de nombreux enregistrements avec la Orquestra Pan American chez Odeon. En 1927, accompagné du pianiste Lúcio Chameck, il enregistre au saxophone les choros É certa que me atas ? et Albertina, ainsi que les chansons Simple confession et La cinquantaine (en français dans le texte), qu'il a écrites lui-même,.
En 1928, il enregistre le choro Não Quero Perdido-te, la marche Auto-lotação, la samba Língua de Prata et le fox-trot Foi um Sonho, toutes écrites et jouées au saxophone par Kolman et interprétées par Francisco Alves. Son choro Ursada est enregistré chez Odeon par le chef d'orchestre et instrumentiste Romeu Ghipsman. L'année suivante, toujours chez Odeon, il enregistre la samba Olhos Negros (chantée par Alves) et le matchiche Gosto assim, interprété par l'Orquestra Pan American,.
En 1931, il remporte du succès au carnaval de Rio avec la marche Puxa, puxa o cordão (avec le Trio TBT chez Odeon). La même année, Kolman fait enregistrer la samba Fusuê avec le compositeur Osvaldo Santiago (pt), puis la marche Sou do amor de Marques da Gama chez Parlophone.
Il commence à diriger l'orchestre du Lido avec lequel enregistre en 1932 les marches Juraci vem cá!, qu'il écrit, et O dia vem raiando, de Nelson Ferreira (pt), chez Victor. L'année suivante, lui et l'orchestre accompagnent la chanteuse Carmen Miranda pour la marche Foi você mesmo, de Joubert de Carvalho (pt) ; le chanteur Raul Roulien (pt) pour les fox-trots Formar um ninho, Se eu persesse você et Mente por favor ; ou encore les sambas Falta de consciência et Zombando da vida, d'Ary Barroso.
Entre 1931 et 1940, la samba est le genre de chanson populaire le plus enregistré au Brésil, avec près d'un tiers du répertoire total ; les sambas et les marches représentent ensemble un peu plus de la moitié du répertoire enregistré pendant cette période. Grâce à la nouvelle technologie d'enregistrement électromagnétique, il est possible de capturer les instruments de percussion présents dans les écoles de samba. La samba Na Pavuna d'Almirante, interprétée par le Bando de Tangarás, est la première à être enregistrée en studio avec les percussions qui caractériseront désormais le genre : tamborim, surdo, pandeiro, ganzá, cuíca, entre autres. Malgré la présence de ces instruments de percussion, les enregistrements de samba en studio sont marqués par la prédominance d'arrangements orchestraux avec des cuivres et des cordes. Tandis que la question de l'authenticité de leur production est sujette à caution et décriée de par leurs origines, ce schéma orchestral est surtout imprimé par des arrangeurs d'origine européenne, dont Simon Bountman, Romeu Ghipsman, Ignácio Kolman, Lúcio Chameck, Harry Kosarin et Arnold Gluckman, des chefs d'orchestre dont la formation érudite a fini par conférer un son symphonique européen à la contre-mélodie et au rythme de tambour de la samba estacienne,,,. Un gain esthétique indéniable a été apporté par eux, les circonstances techniques exigeant des solutions créatives de la part des arrangeurs et des interprètes. Les interventions de ces « déformateurs de samba » ont pourtant eu un accueil mitigé par leurs contemporains, étant accusés d'« empêcher l'émergence de ce qu'est le Brésil »,.